# Steatomys caurinus
Steatomys caurinus es una especie de roedor de la familia Nesomyidae.

## Distribución geográfica
Se encuentran en Benín, Burkina Faso, Costa de Marfil, Ghana, Malí, Níger, Nigeria, Senegal, y Togo.